# Nurse Edith Cavell
Nurse Edith Cavell is een Amerikaanse film van Herbert Wilcox die werd uitgebracht in 1939. 
Nurse Edith Cavell is Wilcox' eigen remake van de controversiële stomme film Dawn (1928), zijn dramatische biopic over het leven van Edith Cavell. Wilcox gaf de titelrol aan zijn favoriete actrice Anna Neagle die in 1943 zijn (derde) vrouw werd. 

## Verhaal
In het tijdens de Eerste Wereldoorlog door Duitsland bezette Brussel heeft Edith Cavell als hoofdverpleegster de leiding over Berkendael, een klein ziekenhuis. 
Op een dag klopt Jean Rappard, de zoon van een onlangs overleden patiënt, bij haar aan. Hij is ontsnapt uit een Duits krijgsgevangenenkamp. Cavell besluit hem te helpen naar het neutrale en dus veilige Nederland te vluchten. Daarvoor doet ze onder meer een beroep op de plaatselijke gravin, op de vrouw van een schipper die regelmatig via een kanaal naar Nederland vaart en op de grootmoeder van de ontsnapte gevangene. Met hun hulp zet Cavell een ondergrondse organisatie op die nog meer voortvluchtige en gewonde Belgische, Franse en Engelse soldaten verstopt, verpleegt en helpt ontkomen aan de vijand. Gaandeweg krijgen de Duitsers lucht van de clandestiene activiteiten van de organisatie.

## Rolverdeling
| Acteur          | Personage                    |
| --------------- | ---------------------------- |
| Anna Neagle     | 'matron' Edith Cavell        |
| Edna May Oliver | gravin de Mavon              |
| George Sanders  | de Duitse kapitein Heinrichs |
| May Robson      | mevrouw Rappard              |
| Zasu Pitts      | mevrouw Moulin               |
| H. B. Warner    | Hugh Gibson                  |
| Sophie Stewart  | zuster Williams              |
| Robert Coote    | Bungey                       |
| Jimmy Butler    | Jean Rappard                 |